# Quartier de l'Odéon

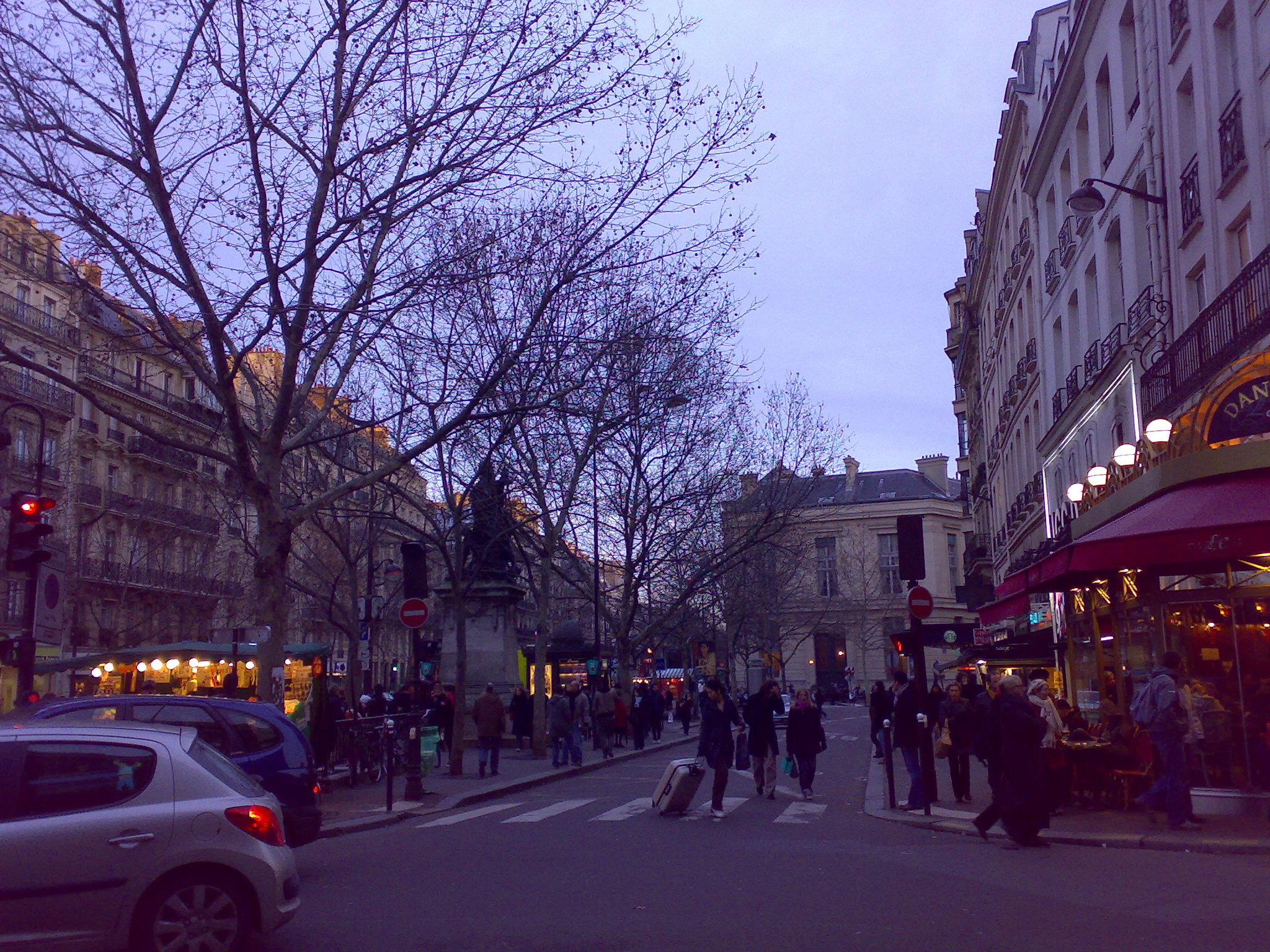
Carrefour de l'Odéon

Quartier de l'Odéon (čtvrť Odéon) je 22. administrativní čtvrť v Paříži, která je součástí 6. městského obvodu. Z její rozlohy 71,6 ha zabírají 25 ha zelené plochy, především Lucemburské zahrady. Čtvrť ohraničují ulice Rue du Four, Boulevard Saint-Germain a Rue de l'École de Médecine na severu, Boulevard Saint-Michel na východě, Rue d'Assas na jihozápadě a Rue Madame na západě.
Čtvrť byla pojmenována podle Národního divadla Odeon.

## Vývoj počtu obyvatel
| Rok sčítání | Počet obyvatel | Hustota zalidnění (ob./km²) |
| ----------- | -------------- | --------------------------- |
| 1954        | 18 783         | 26 233                      |
| 1962        | 16 840         | 23 520                      |
| 1968        | 14 663         | 20 479                      |
| 1975        | 11 275         | 15 747                      |
| 1982        | 9 572          | 13 369                      |
| 1990        | 9 457          | 13 208                      |
| 1999        | 8 833          | 12 337                      |